# Franz Werner Tamm
Franz Werner Tamm (* 1658 in Hamburg; † 1724 in Wien) war ein deutscher Maler der Barockzeit. 

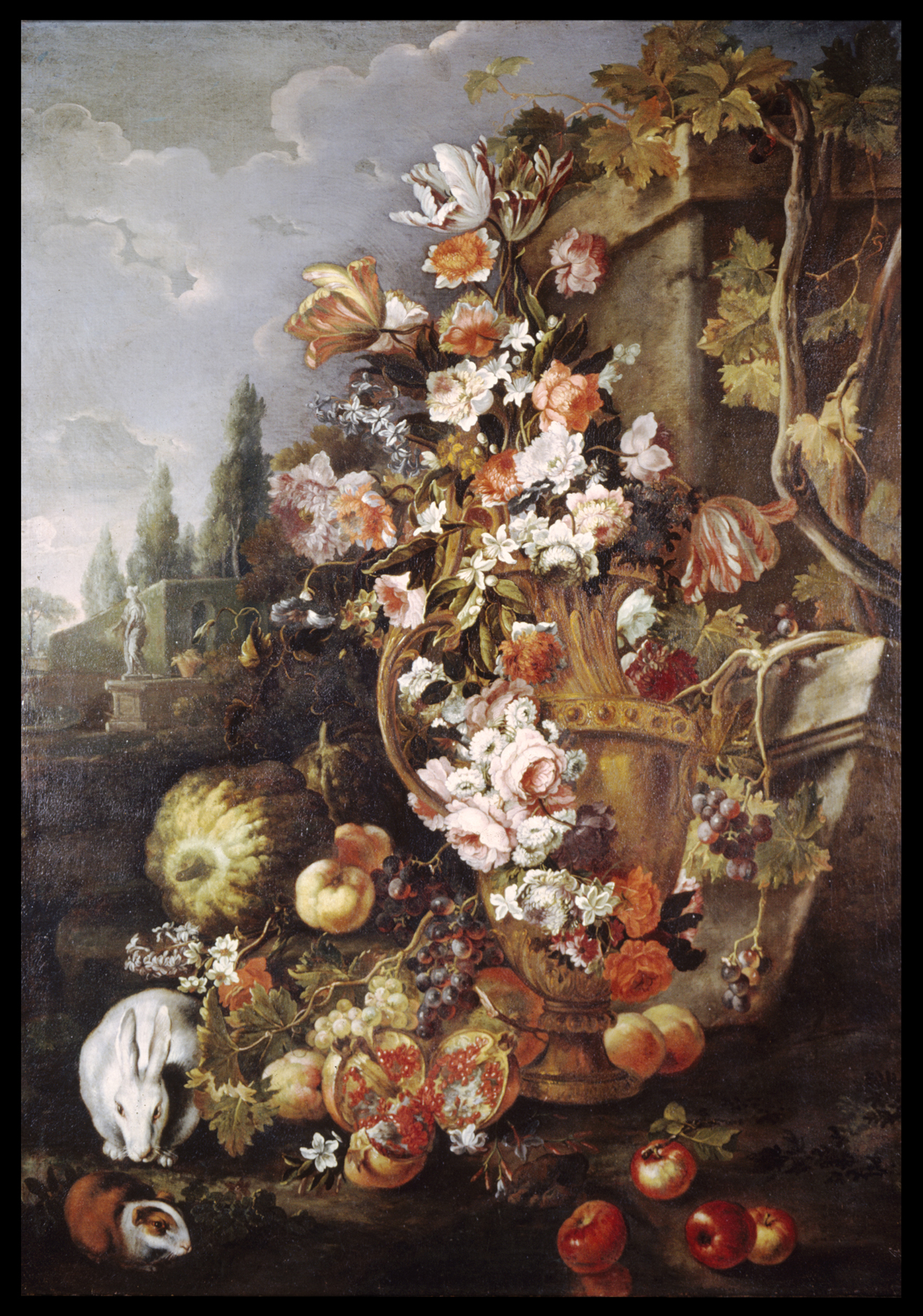
Franz Werner Tamm, Stillleben mit Blumen, Öl auf Leinwand, 171,5 cm × 123,5 cm, etwa 1700/1710, Walters Art Museum, Baltimore

## Leben
1695 berief Leopold I. den in Hamburg geborenen Franz Werner Tamm als Hofmaler an den Wiener Hof. In Wien wurde er zum führenden Vertreter der Stilllebenmalerei (Blumen, Früchte, Tiere) mit großem Einfluss auf dieses Genre im 18. Jahrhundert. Er war einer der Lieblingsmaler des Dichters Barthold Hinrich Brockes, der sechs Bilder von ihm besaß. 
In der Sammlung des Liechtenstein-Museum in Wien und im Wiener Belvedere finden sich  Bilder von Franz Werner Tamm. 
In der Stiftskirche Schlierbach befindet sich ein Hochaltarbild von Franz Werner Tamm.